# Francisco Xavier Mina
Francisco Xavier (Javier) Mina (eredeti nevén Martín Xavier Mina, Otano, Navarra, Spanyolország, 1789. július 1. – Cerro del Bellaco, Pénjamo mellett, Guanajuato, 1817. november 11.) spanyol származású katona, aki 1808-tól kezdve a spanyolok oldalán vett részt a félszigeti háborúban, majd 1816-ban Észak-Amerikába hajózott és a mexikói függetlenségi háborúban a spanyolok ellen harcolt.

## A félszigeti háborúban
A navarrai születésű fiatal Pamplonában tanult, ahol 1808-ban tanúja lehetett a megszálló francia csapatok bevonulásának. Szinte azonnal szembeszállt velük, 1809-ben létrehozta a Corso Navarro nevű katonai egységet, mely számos veszteséget okozott a napóleoni hadaknak. Minát azonban hamarosan elfogták és Franciaországba szállították. Napóleon 1814-es vereségével szabadult csak ki, ekkor visszatért Navarrába, azonban azt kellett tapasztalnia, VII. Ferdinánd spanyol király érvénytelenítette a cádizi alkotmányt és fogságba vetette a korábban a franciáknak ellenálló képviselőket.
Amikor Francisco Espoz nevű nagybátyja királyi meghallgatáson vehetett részt, ő is elkísérte oda. Ekkor ajánlatot kapott arra, hogy Új-Spanyolországban a felkelők ellen harcoljon, ő azonban ezt visszautasította. Ezután ezredesi rangjától megfosztották, Espoztól pedig elvették a navarrai katonai egységek irányítását. Mivel elégedetlenek voltak a kormányzással, királyellenes összeesküvést szőttek, melynek célja az alkotmány visszaállítása lett volna. A terv azonban nem sikerült, Minának Franciaországba kellett menekülnie, azonban amikor Napóleon visszatért, ott sem maradhatott. Hogy segítséget és pénzt szerezzen a további Ferdinánd-ellenes mozgalom számára, Angliába ment, ahol találkozott Servando Teresa de Mier atyával, akitől értesült az 1810-ben kezdődött mexikói függetlenségi háború részleteiről és az apatzingáni alkotmány létezéséről.
Mina úgy látta, ha a felkelők oldalán kapcsolódna be a harcba, az is segítene meggyengíteni az általa gyűlölt rendszert. Hangsúlyozva, hogy nem Spanyolország, hanem a spanyol kormány és a rendszer ellen fog harcolni, 30 társával, köztük Servando Teresa de Mierrel, Liverpoolban 1816 májusában hajóra szállt és elindult az óceánon keresztül.

## Észak-Amerikában
Hajójuk Norfolk városában kötött ki. A csapat célja az volt, hogy találkozzanak José Manuel de Herrerával, aki a mexikói felkelők képviseletét látta el az Amerikai Egyesült Államok kormányánál, felfegyverezzenek egy csapatot és kikössenek valahol a Mexikói-öböl partján. Herrerát azonban még a szárazföld belsejében utazva sem találták meg.
Az expedíció hamarosan szétvált, egy része hajóra szállt, hogy kapcsolatba lépjenek Guadalupe Victoriával és felmérjék a függetlenségi harc valós helyzetét. Boquilla de Piedrasban próbáltak partra szállni, de ez a kikötő év végén a spanyolok kezére került. Mina Baltimore-ban további két hajót indított útnak Haitiba, hogy onnan is segítséget próbáljon szerezni. Ő maga is a szigetre hajózott, Port-au-Prince-ben találkozott Simón Bolívarral is, de tőle is visszautasítást kapott. 1816 vége a Texas-beli Galvestonban érte Mináékat. Ha Herrerával nem is, de titkárával, Cornelio Ortiz de Záratével végül sikerült találkoznia: felajánlotta neki szolgálatait, így kinevezték az Expedición Auxiliar de la República Mexicana (A Mexikói Köztársaságot segítő expedíció) vezetőjévé.
New Orleansban újabb két hajót szerzett, majd mintegy 250 emberével 1817 elején elérte a Río Bravo torkolatát. Itt partraszállva kiadott egy kiáltványt, melyben katonáit szigorú fegyelemre szólította fel és kinyilvánította: célja nem a hódítás, hanem a harc az emberi jogok védelméért.
Három hajója, a Cleopatra, a Neptuno és a Congreso Mexicano április 15-én kötött ki a Santander folyó torkolatánál, innen a csapat a közeli Soto la Marina városába vonult. Mina itt nyomdát létesített, melynek segítségével újabb kiáltványt jelentetett meg, melyben harcba hívta Új-Spanyolország lakosságát. Körülbelül egy hónapos Soto la Marina-beli tartózkodásuk idején szereztek tudomást a jaujillai juntáról, mely a központi tartományok felkelőit tömörítette és magát az apatzingáni alkotmányt kihirdető anáhuaci kongresszus örökösének tartotta.
Mina 300 emberével május végén útnak indult az ország belseje felé, hogy személyesen is felvegye a kapcsolatot az ottani felkelőkkel. A városban hátramaradt csapatokra a spanyolok hamarosan vereséget mértek, Teresa de Mier is fogságba esett. A délnyugatra tartó Mina Horcasitasban 700 lovat rabolt el, ez elegendő volt teljes seregének. Első csatájukat a Valle del Maíz-völgyben vívták június 8-án: a rájuk támadó kis sereget könnyedén legyőzték, majd haladtak tovább a Bahío felé. A Peotillos haciendánál egy náluk csaknem 7–8-szor nagyobb ellenséges egységet is visszavertek (mindössze három óra alatt, igaz, Mina 300 emberének mintegy ötöde elveszett), majd elfoglalták a Zacatecas-beli Real de Pinost is.
Júniusban találkoztak először a helyi felkelők csapataival, Mina 24-én érkezett meg a Sombrero nevű erődbe, melyet Pedro Moreno irányított. Vele és Encarnación Ortizszal San Juan de los Llanos mellett újabb győzelmet arattak a spanyolok felett, július 7-én az erődített Jaral hacienda bevétele után 1 400 000 pesónyi vagyont és élelmet találtak. Ezután León városát is megpróbálta elfoglalni, ez viszont nem sikerült.
A Sombrerót augusztus elején a spanyolok Pascual Liñán vezetésével ostromolni kezdték. Bár a támadóknak 2500 embere és 14 ágyúja volt, első, 4-i támadásukat a védők visszaverték. 7-én Mina megpróbált kijutni a körbezárt erődből, hogy élelmet juttasson be, de nem járt sikerrel. Másnap éjjel azonban kijutott onnan és a Los Remedios erődbe ment, ahonnan megpróbált erősítést juttatni az ostromolt Sombreróba. A spanyolok azonban 20-án elfoglalták azt, mintegy 200 foglyot azonnal agyonlőttek, az a kevés ember pedig, aki meg tudott menekülni, köztük Moreno, a Los Remedios-erődben csatlakozott Minához és annak kapitányához, José Antonio Torreshez. Liñán azonban ezt az erődöt is ostrom alá vette, ezúttal már 6000 emberrel. Mina elmenekült, majd embereivel a következő napokban további erősítést próbált meg szerezni, eközben a Bizcocho haciendát és San Luis de la Pazt sikerült elfoglalniuk, de San Miguel el Grandét nem.
Mina úgy vélte, Guanajuato megtámadásával megoszthatnák az ellenség figyelmét, Torres azonban ezt rossz taktikának tartotta. Végül október 25-én Mina mégis megtámadta a várost, de az ostrom során emberei szétszóródtak és ő maga is alig tudott elmenekülni a keskeny utcák szövevényes hálózatában. Ezután egy rövid időre a Venadito ranchóban talált menedéket, azonban 27-én Francisco de Orrantia emberei rajtaütöttek, Morenót megölték, Minát pedig foglyul ejtették. Juan Ruiz de Apodaca alkirály (más forrás szerint Liñán) úgy rendelkezett, a foglyot bírósági eljárás nélkül lőjék agyon. Az ítéletet november 11-én hajtották végre a Cerro del Bellaco nevű hegyen.
Földi maradványai ma a mexikóvárosi Függetlenség-emlékmű alatt nyugszanak.